# Portiabaum

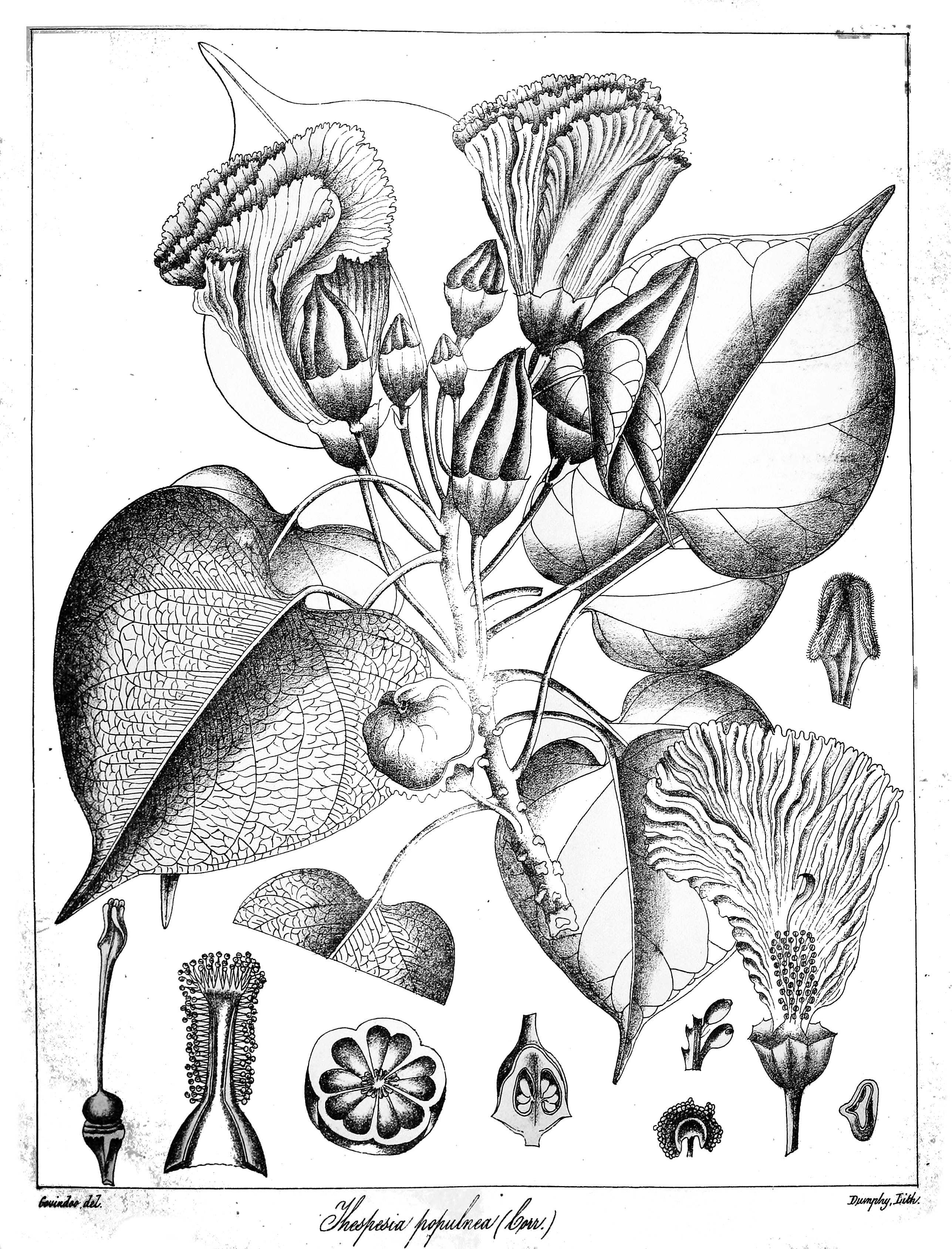
Illustration

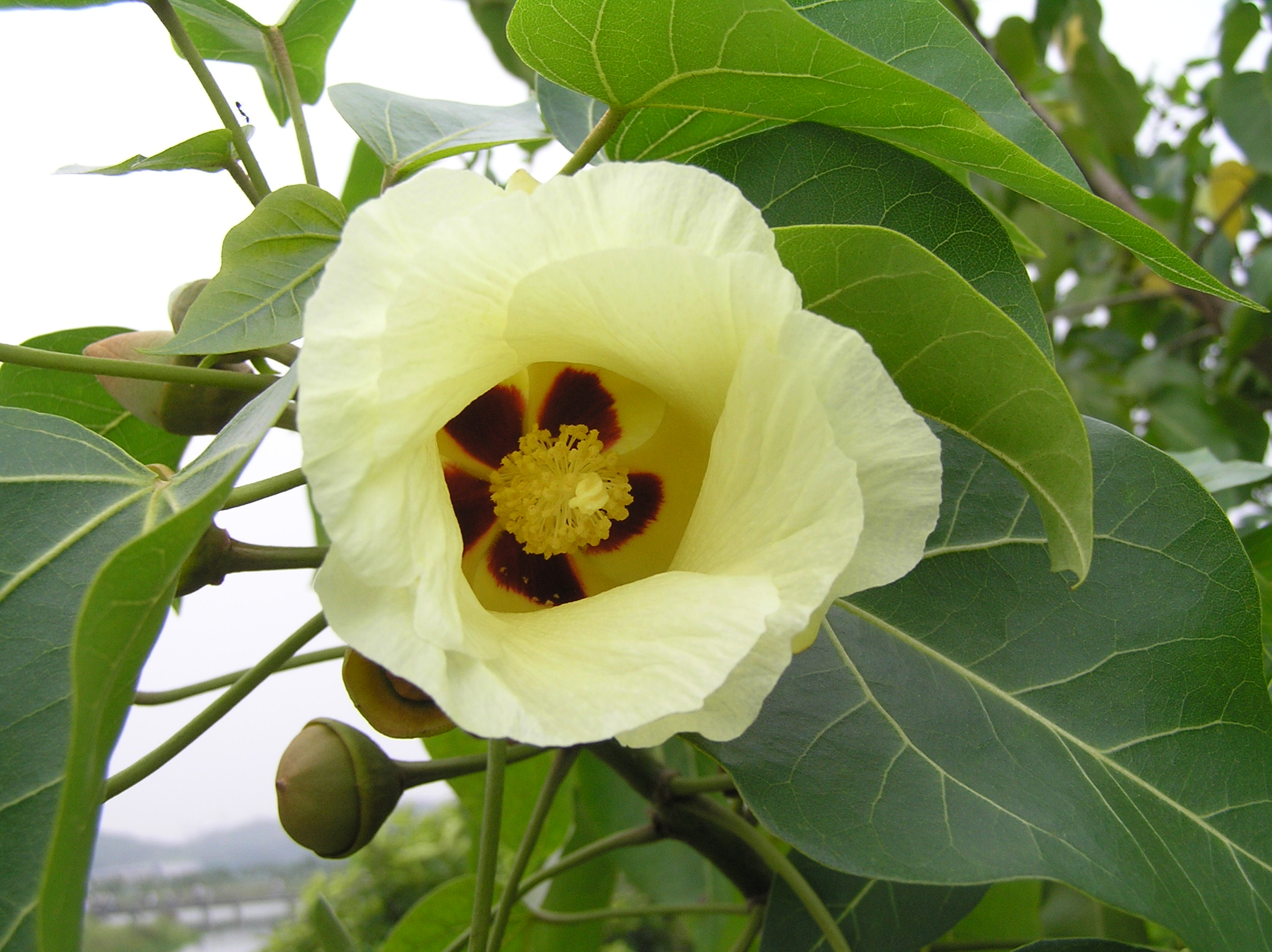
Junge, weiße Blüte

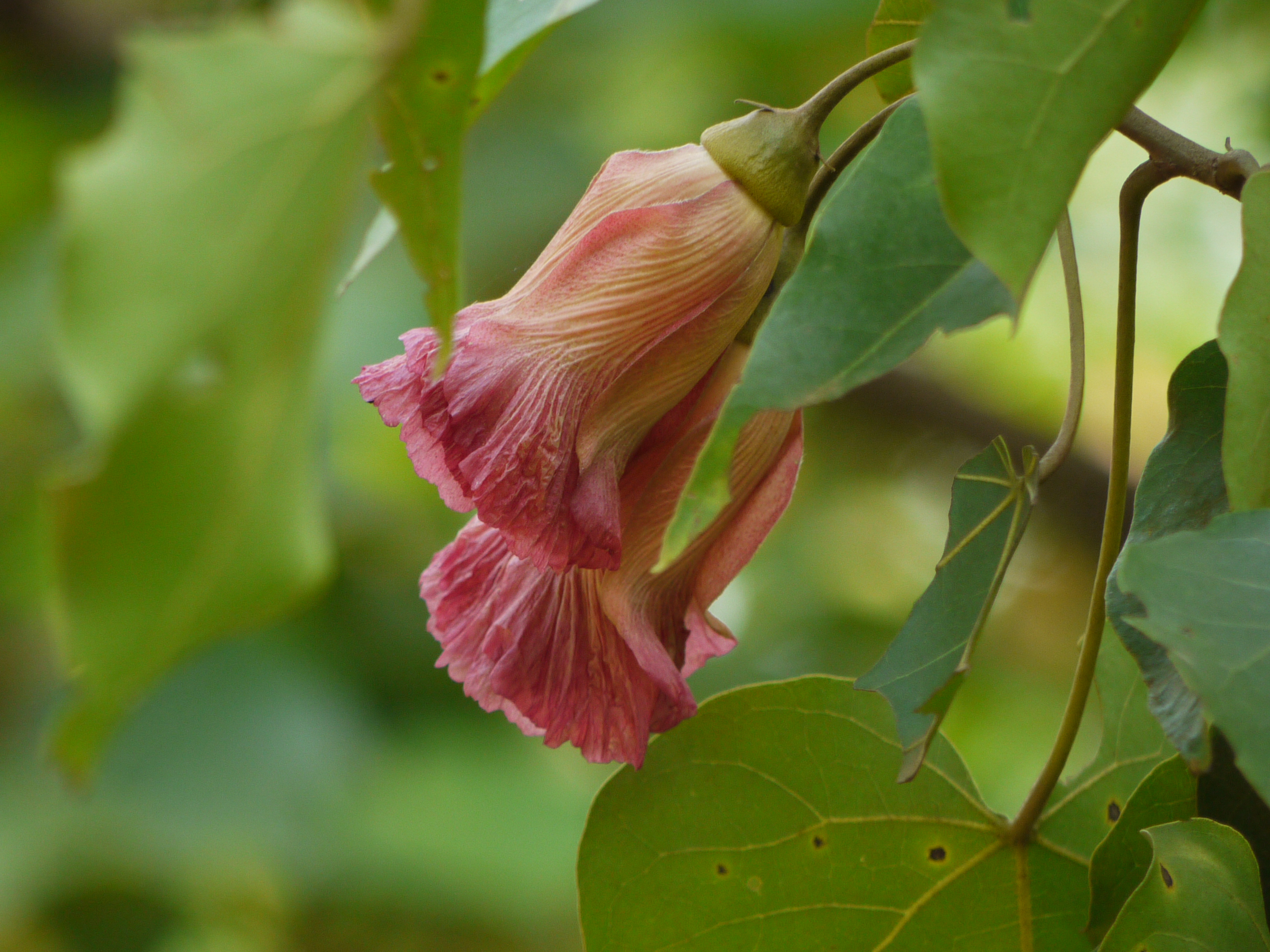
Ältere rosafarbene Blüten

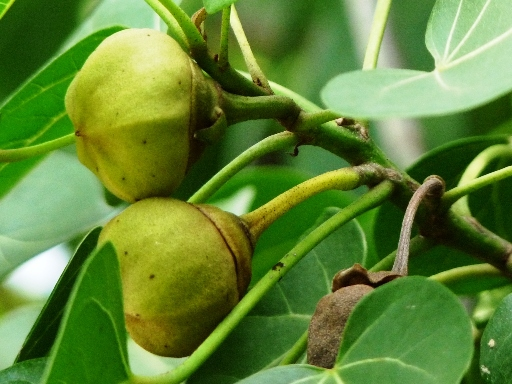
Unreife Kapselfrüchte

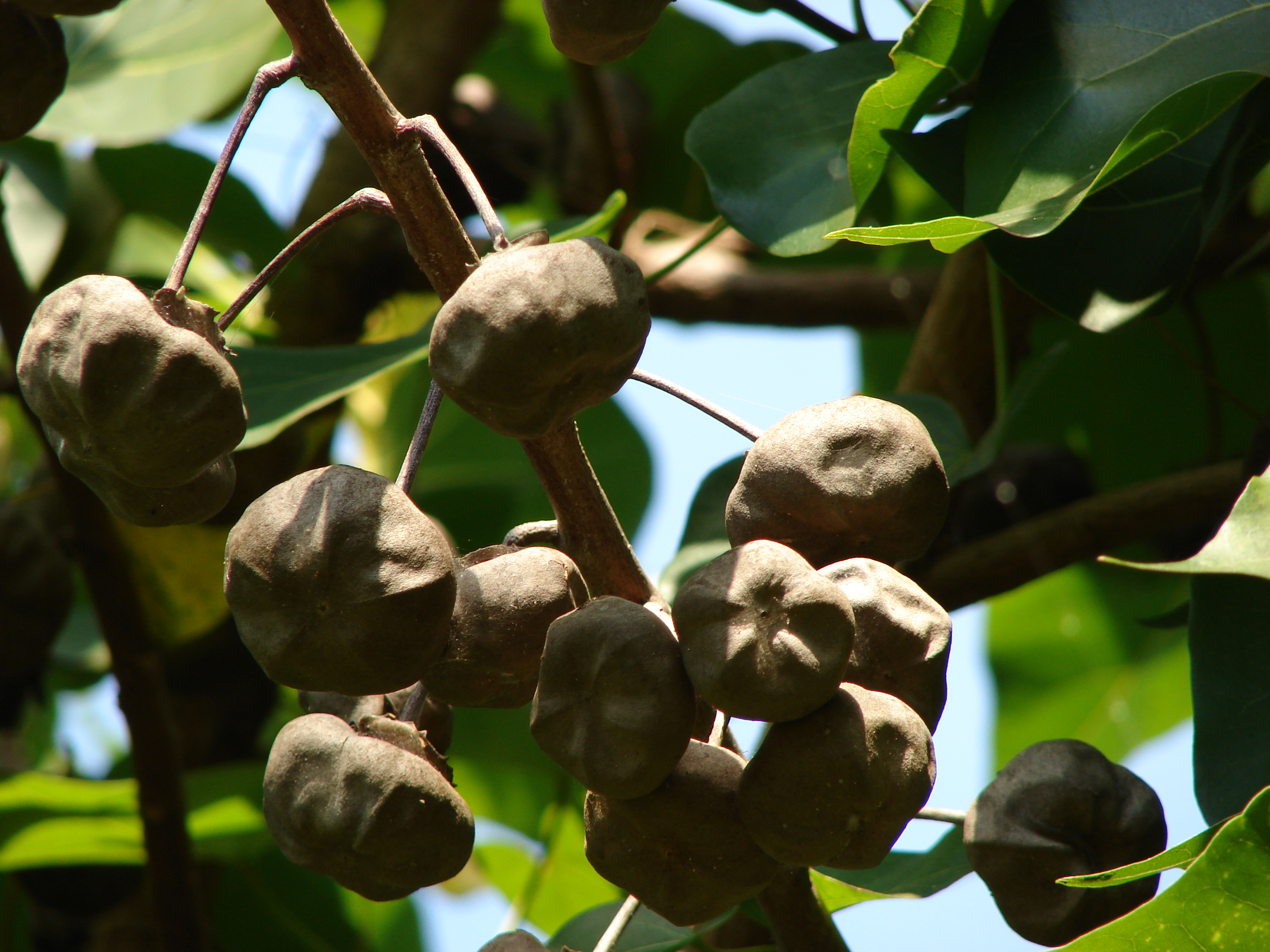
Fruchtstand

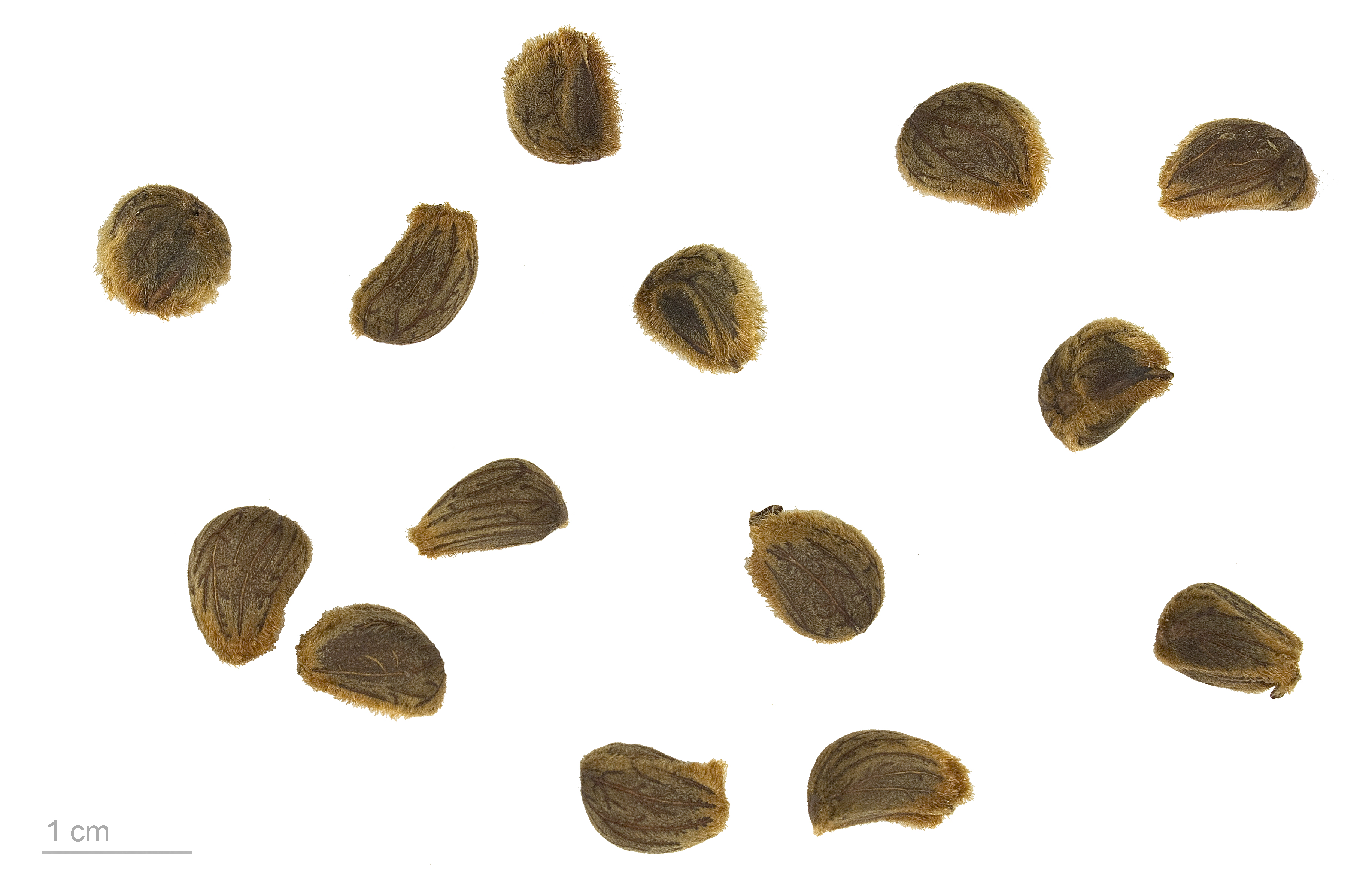
Samen

Der Portiabaum (Thespesia populnea) oder Küsten-Tropeneibisch, Pappelblättriger Eibisch, Küstenhibiskus ist eine Pflanzenart, die zur Gattung Tropeneibische (Thespesia) innerhalb der Familie Malvengewächse (Malvaceae) gehört. Das Artepitheton leitet sich vom lateinischen Wort pōpulneus,  pōpulnus, pōpuleus für Pappel her, wegen der ähnlichen Laubblätter.
Sehr ähnlich ist Thespesia populneoides, sie wird oft verwechselt. Hier sind die Blätter zugespitzt und tief herzförmig sowie stark schuppig.

## Beschreibung

### Vegetative Merkmale
Thespesia populnea wächst als immergrüner, großer Strauch oder kleiner Baum mit Wuchshöhen zwischen 3 und 20 Metern. Der Stammdurchmesser erreicht bis über 60 Zentimeter. Die Rinde der Zweige ist mit winzigen, braunen Schildhaaren bedeckt. Die dicke Borke an älteren Exemplaren ist braun und furchig.
Die schraubigen, meist pappelähnlichen, einfachen Laubblätter sind in Blattstiel und -spreite gegliedert. Der schuppige Blattstiel ist 4 bis 10 cm lang. Die ei- bis leicht herzförmige oder dreieckige, rundspitzige bis zugespitzte oder geschwänzte, schuppige, kahle Blattspreite ist 7 bis 18 cm breit und 4,5 bis 12 cm lang. Der Blattrand ist ganz und die Nervatur ist handförmig. Es sind unterseits an den Aderachseln Nektarien vorhanden. Die fadenförmigen bis eilanzettlichen, abfallenden Nebenblätter sind 4 bis 8,5 mm lang.

### Generative Merkmale
Die großen, gestielten Blüten stehen einzeln in den Blattachseln. Der schuppige, mit einem „Gelenk“ unterteilte Blütenstiel ist 2,5 bis 8,5 cm lang. Die zwittrige, radiärsymmetrische und weiße oder gelbe Blüte ist fünfzählig mit doppelter Blütenhülle. Die drei bis vier, schmal-eilanzettlichen, schuppigen Nebenkelchblätter sind 8 bis 10 mm lang und meist abfallend. Der schuppige, becherförmige, ledrige und fast gestutzte Kelch besitzt einen Durchmesser von 1 bis 1,5 cm und endet mit fünf minimalen, etwa 0,5 mm langen Kelchzähnchen. Die trichterförmig zusammenstehenden, fünf dachigen, bis 6–8 cm langen, außen fein schuppig behaarten Kronblätter fallen durch die rot abgesetzten Flecken an ihrem Grunde auf. Sie sind erst weiß-gelb und werden dann rosa bis purpur, sie sind an der Basis mit der Staubblattröhre verwachsen. Die Columna der verwachsenen Staubblätter ist etwa 2,5 cm lang, die vielen Antheren sind mit kurzen Staubfäden abstehend. Der vielkammerige Fruchtknoten ist oberständig mit langem Griffel und lappiger, keulenförmiger Narbe.
Die anfangs grünen, bei Reife bräunlichen, leicht eckigen, etwas zusammengedrückt rundlichen und mehrsamigen, meist nicht öffnenden, feinschuppigen Kapselfrüchte mit beständigem Kelch, weisen einen Durchmesser von 3–4,5 cm auf, sind ledrig und etwas fleischig. Die oft dreikantigen, rundlichen bis eiförmigen, furchigen und bräunlichen Samen sind bis etwa 1–1,5 cm lang und 6–8 mm breit und besitzen mehr oder weniger, kurze seidige Haare. Die schwimmfähigen Samen reifen das ganze Jahr über und sind mehrere Monate keimfähig.

### Chromosomenzahl
Die Chromosomenzahl beträgt 2n = 26.

## Verbreitung
Die wind- und salztolerante Pflanze ist in den Küstenregionen von Afrika und im tropischen Asien heimisch. Sie ist auf den Westindischen Inseln und in Florida eingebürgert, heute pantropisch verbreitet als Schattenbaum und Windschutz, besonders an küstennahen Standorten. Die Verbreitung wird durch die schwimmfähigen Früchte und Samen begünstigt.

## Nutzung
Fast alle Pflanzenteile werden genutzt. Junge Blätter und Blüten werden in Indien als Gemüse oder Salat gegessen. Die Samen werden als Abführmittel eingesetzt. Aus der Rinde werden Bastfasern produziert. Aus den Blüten und Früchten wird ein gelber Farbstoff hergestellt.
Das recht schwere und schöne Holz, Rosenholz, wird wegen seiner guten Eigenschaften (dicht und dauerhaft) beim Bootsbau und zur Herstellung von hochwertigen Möbeln geschätzt.
Dieser Baum ist der wichtigste für die Bewohner der Pazifischen Inseln (Melanesien, Mikronesien, Polynesien).
Mehrere Tafeln der Rongorongo-Schrift wurden auf Holz des damals auf der Osterinsel wachsenden Portiabaums geschrieben.

## Systematik
Diese Art wird zuerst 1753 von Carl von Linné in Species Plantarum, 2, S. 694. Hibiscus populneus genannt. 1807 erfolgt die Beschreibung der neuen Gattung Thespesia mit der Typusart Thespesia populnea durch Daniel Carl Solander in José Francisco Corrêa da Serra: Annales du muséum national d'histoire naturelle, 9, S. 290.
Weitere Synonyme für Thespesia populnea (L.) Sol. ex Corrêa sind: Bupariti populnea (L.) Rothm., Hibiscus populneoides Roxb., Malvaviscus populneus (L.) Gaertn., Parita populnea (L.) Scop., Thespesia howii S.Y.Hu, Thespesia populneoides (Roxb.) Kostel.